# Marco Desiderati
Marco Desiderati (Vimercate, 25 ottobre 1966) è un politico italiano.

## Biografia

### Elezione a deputato
Nel 2009 è proclamato deputato della XVI legislatura della Repubblica Italiana nella circoscrizione Lombardia 1 per la Lega Nord in sostituzione di Matteo Salvini. È stato sindaco di Lesmo dal 2002 al 2012.